# Evzone

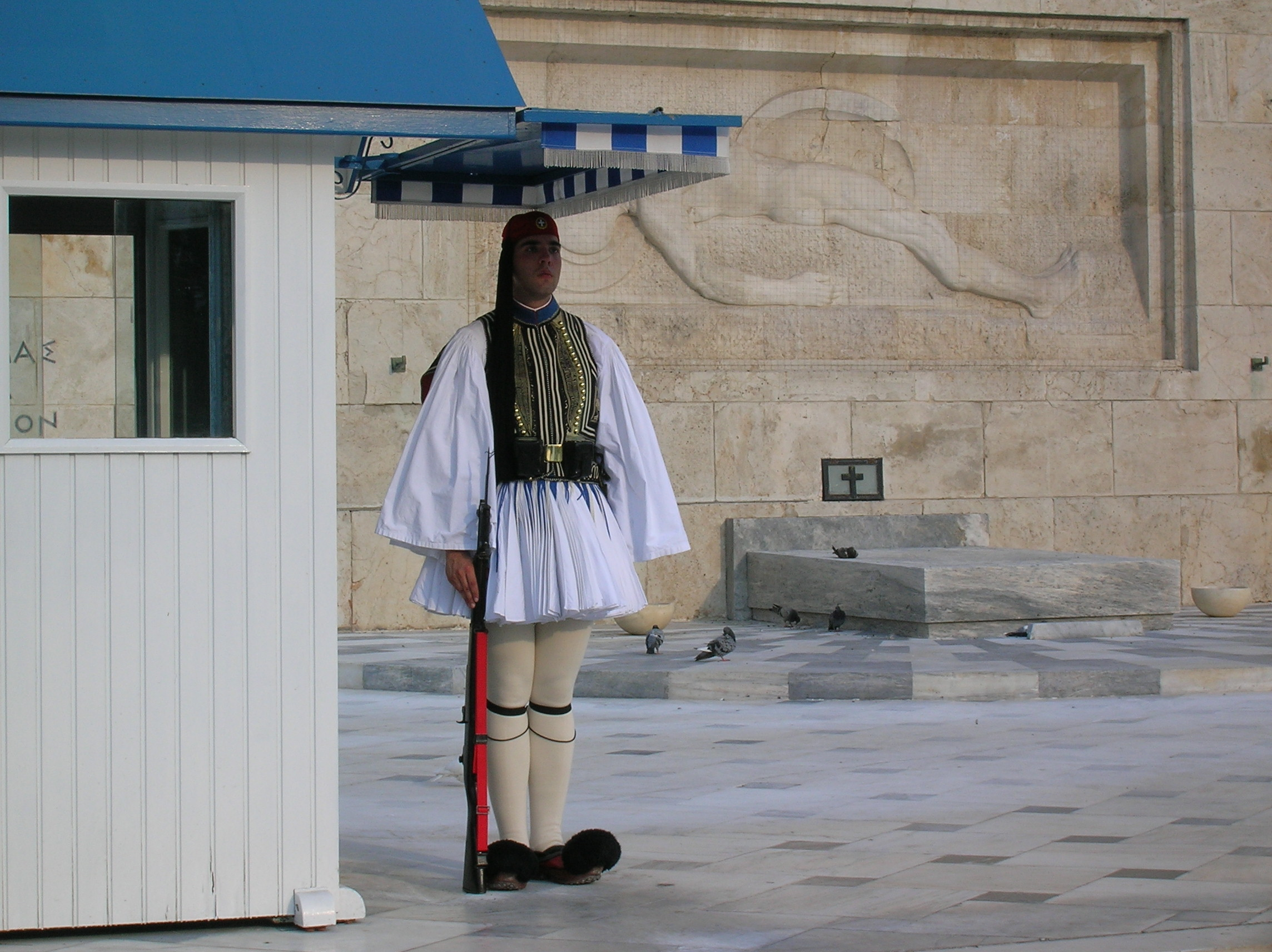
Evzone-wachter voor het parlement

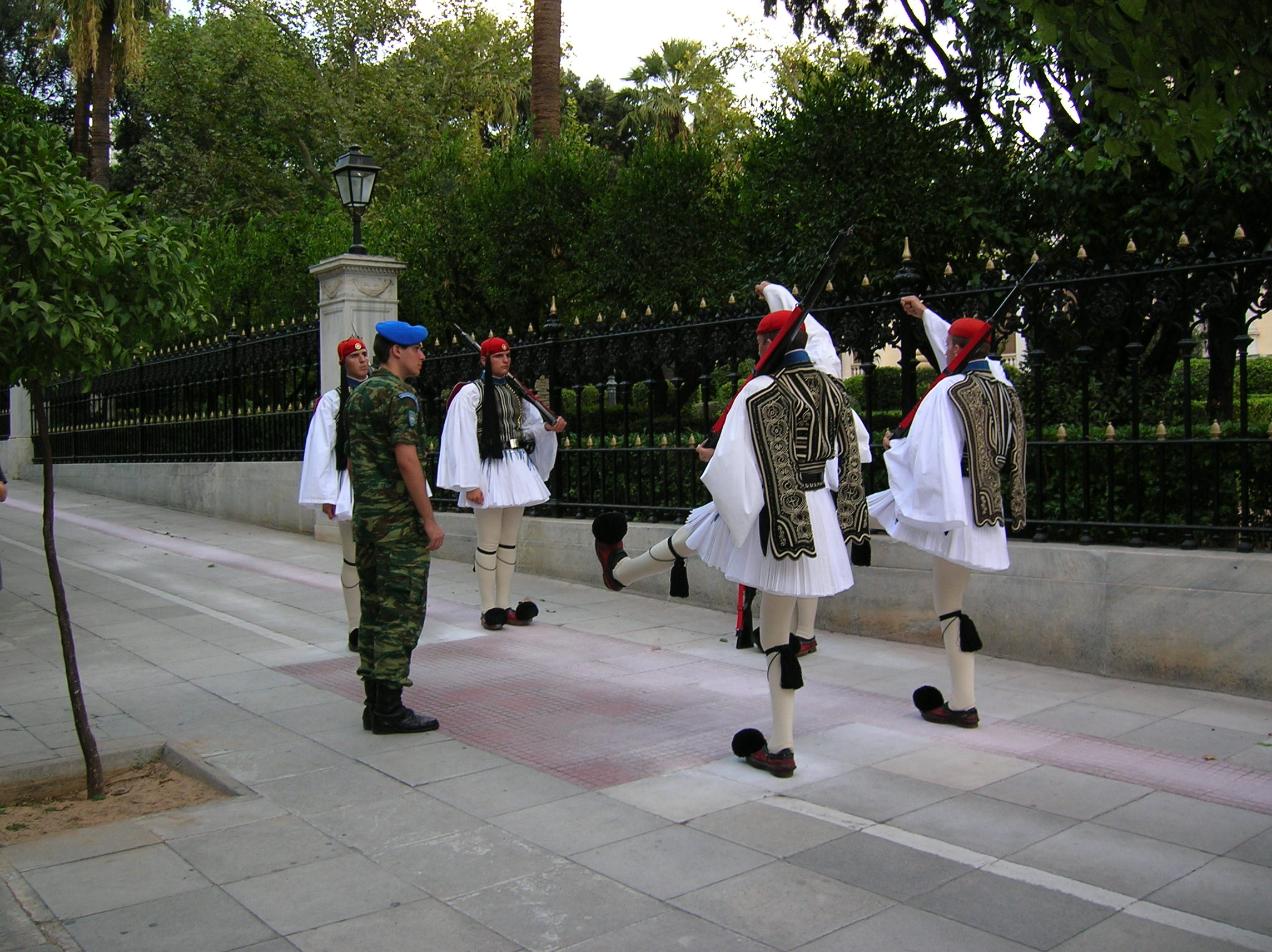
Wisseling van de wacht voor het Presidentieel Paleis

Evzonen (Grieks: Εύζωνες, enkv. Εύζωνος) (letterlijk goed gekleden) is de naam van het keurkorps van ceremoniële wachters van de Griekse president. Zij houden de erewacht onder andere voor het Griekse parlementsgebouw op het Syntagmaplein in Athene. 
Het korps der Evzonen is oorspronkelijk ontstaan als koninklijke lijfwacht onder Otto I. Hun opvallende uniform is een verwijzing naar de traditionele herderskleding van de kleften, de vrijheidsstrijders in de Griekse Onafhankelijkheidsoorlog. Het werd zo populair dat het nu internationaal bekend is als nationaal symbool voor Griekenland (zoals de Beefeaters voor het Verenigd Koninkrijk).
De Evzonen-outfit bestaat uit volgende elementen:
- wit katoenen hemd met zeer wijde mouwen
- foustanela (wit katoenen plooirokje)
- boudouri (witte onderbroek; in normale omstandigheden niet zichtbaar)
- lange witte wollen "leggings", onder de knie opgehouden met gonatoures (donkerblauwe kousenbanden met kwastje)
- fraai geborduurd jakje in donkerblauw fluweel met koperen knopen en lange losse panden aan de schouders
- fesi (een rode muts met lange zwarte kwast)
- tsarouchia (rode lederen klompschoenen met spijkerzolen en zwarte pompons)

In de praktijk dragen de Evzonen het beschreven uniform enkel op zondag en voor plechtige en feestelijke aangelegenheden. Op doordeweekse dagen zie je ze met een eenvoudiger uniform in donkerblauw of kaki, maar alleszins toch met tsarouchia, fesi en foustanella.